# 조지 마하리스

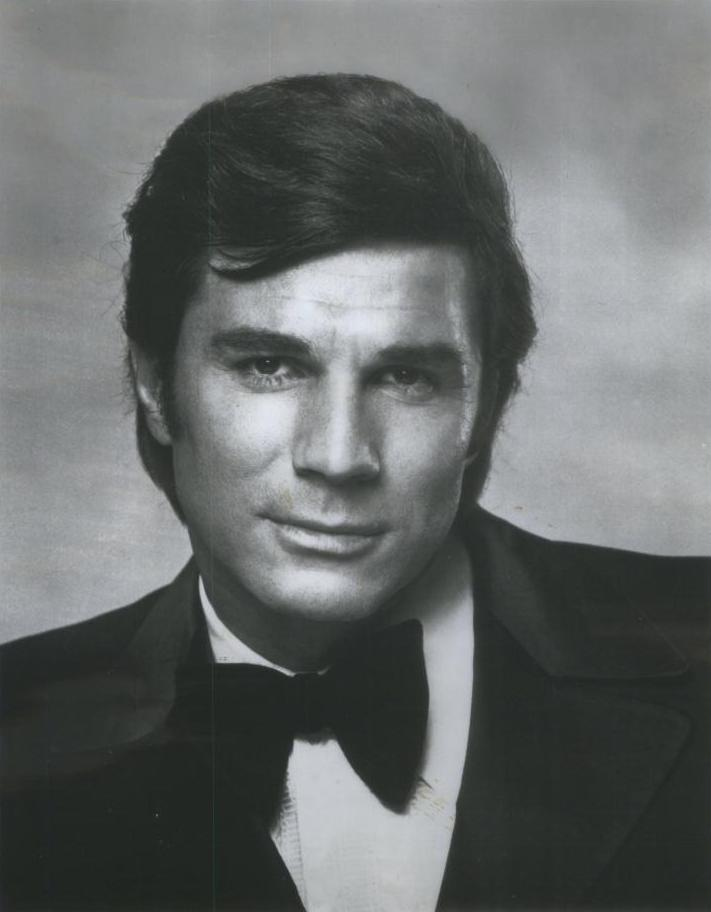
조지 마하리스(1972년)

조지 마하리스(George Maharis, 1928년 9월 1일~2023년 5월 24일)는 미국의 모델, 화가, 가수, 연극 배우, 텔레비전 배우, 영화배우이다.
미국 뉴욕주 애스토리아에서 태어났다.

## 출연

### 방송
- 꿈꾸는 낙원
- 아케인 수사대

### 영화
- 스워드(The Sword and the Sorcerer, 1982년)
- 꿈꾸는 낙원(1978년)
- 야망의 계절(1976년)
- 랜드 레이더스(1970년)
- 아케인 수사대(1970년)
- 더 데스페라도스(1969년)
- 영광의 탈출(1960년)